# Thomas Charles John Bain
Pour les articles homonymes, voir Bain.
Thomas Charles John Bain (1830-1893) fut un ingénieur routier d'Afrique du Sud, lui-même fils d'Andrew Geddes Bain, qui fut également ingénieur routier en Afrique du Sud. 

## Biographie
Bain fut l'assistant de son père lors de la construction du Michell's Pass.  Après avoir réussi des examens de l'État en 1854, il fut nommé inspecteur des routes. Il construisit 24 routes et cols de montagne d'importance dans la seconde moitié du XIXe siècle. Son père en construisit 8 pendant la première moitié du siècle. Un des rares cols d'Afrique du Sud de cette époque qui ne fut pas construit par Bain fut le Montagu Pass de George à Oudtshoorn, qui fut construit par l'ingénieur australien Henry Fancourt White en 1843-47.

## Réalisations

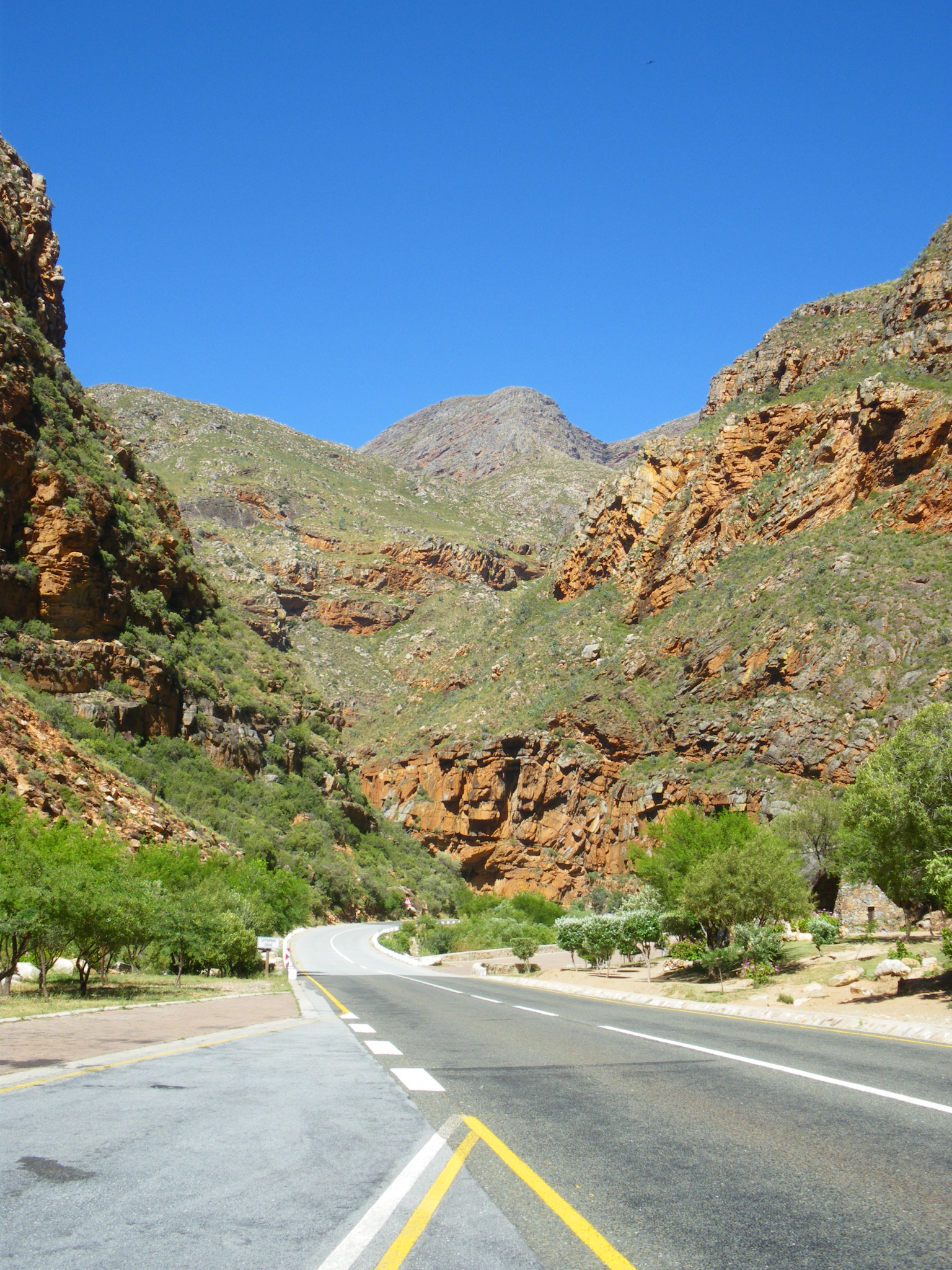
Le Meiringspoort et la route moderne N12

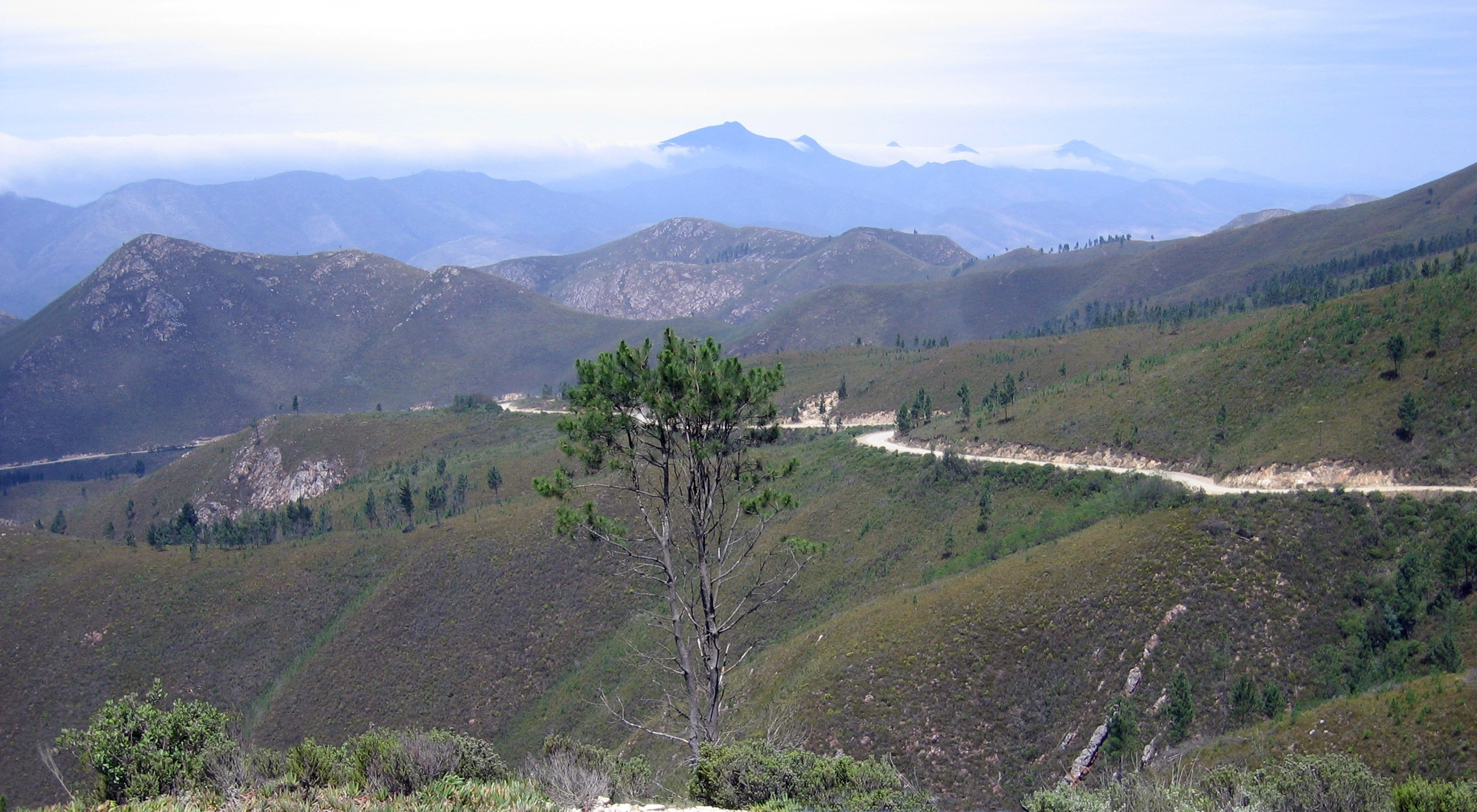
Prince Alfred's Pass

1. Meiring's Poort (d'après le nom du fermier local Petrus Johannes Meiring), 16 km de long, construit de 1854 à 1858.
2. Grey's Pass près de Citrusdal (d'après Sir George Grey), 11 km de long, construit de 1857 à 1858 (Piekenier's Kloof 1958).
3. Tulbagh Kloof (d'après la ville de Tulbagh), 5 km de long, construit de 1859 à 1860.
4. Seweweekspoort (sans doute d'après le nom du prêcheur de la Berlin Mission Society Louis Zerwick) de Laingsburg à  travers le Swartberg, 17 km de long, construit de 1859 à 62
5. Prince Alfred's Pass (d'après Prince Alfred), de Knysna à Uniondale, 70 km de long, construit de 1863 à 1867.
6. Seven Passes road (d'après le nombre de cols jalonnant la route) de George à Knysna, 75 km de long, se terminant au Homtini Pass près de  Knysna, construit à 1867 à 1883
7. Robinson Pass (d'après le Chief Inspector of Public Works, Murrell Robinson) de Oudtshoorn à Mossel Bay, construit de 1867 à 1869
8. Tradouw Pass (Boschkloof, Southey Pass) près de Barrydale, 13 km de long, construit de 1869 à 1873
9. Garcia's Pass (d'après Maurice Garcia), de Riversdale jusque Ladismith, 18 km long, construit de 1873 à 1877
10. Pakhuis Pass (d'après Pakhuisberg, une branche des montagnes Krakadouw) de Clanwilliam à Calvinia, Cederberg 1875 à 1877.
11. Koo Pass ou Burger's Pass (d'après le Koodoosberg) près de  Montagu, construit de 1875 à 1877.
12. Verlaten Kloof Pass de Sutherland à Matjiesfontein, en 1877
13. Cogmans, Kogmans ou Kockemans Kloof (d'après un clan Khoikhoi) d'Ashton à Montagu, long de 5 km, construit en 1873
14. Swartberg Pass, de Oudtshoorn à Prince Albert, 24 km de long, construit de 1880 à 1888 (John Tassie construisit les derniers 6 km jusque Prince Albert)
15. Baviaanskloof, de Willowmore à Patensie, 3 km de long, construit de 1880 à 1890
16. Bloukrans Pass près de Nature's Valley
17. Grootrivier Pass près de Nature's Valley
18. Storms River Pass, sur la Garden Route

## Sources
- (en) Cet article est partiellement ou en totalité issu de l’article de Wikipédia en anglais intitulé « Thomas Charles John Bain » (voir la liste des auteurs).